# Bufo tuberculatus
Espèce
Statut de conservation UICN

 NT  : Quasi menacé
Bufo tuberculatus est une espèce d'amphibiens de la famille des Bufonidae.

## Répartition
Cette espèce est endémique de Chine. Elle se rencontre entre 2 600 et 2 700 m d'altitude :
- au Sichuan dans les xians de Batang et de Xiangcheng ;
- au Yunnan dans le xian de Dêqên ;
- au Qinghai au lac Qinghai ;
- dans l'Est du Tibet.

## Publication originale
- Zarevskij, 1926 "1925" : Notes on some Batracians from the Palaearctic region. Annuaire du Musée Zoologique de l'Académie des Sciences de Leningrad, vol. 26, p. 74-78